# Carry On (canção de Kygo e Rita Ora)
"Carry On" é uma canção do DJ norueguês Kygo e da cantora britânica Rita Ora, lançada como o primeiro single da trilha sonora do filme de 2019, Pokémon: Detetive Pikachu. A música foi lançada em 19 de abril de 2019 pela RCA Records. O videoclipe foi lançado no mesmo dia.

## Composição
Katie Stone, da EDM.com, escreveu que "à medida que a música avança para a primeira construção instrumental" é apresentada uma "batida de tropical house arejada" que "combina lindamente com a linha superior". Stone também escreveu que os vocais de Ora são "construídos e sobrepostos, criando uma trilha vibrante". O site de música Run the Trap descreveu a música como "melancólica".

## Recepção
John Frisica, da Nintendo Enthusiast, escreveu que a música é "bem fria e etérea". Katie Stone da EDM.com elogiou o canto de Ora como "soulful" e sentiu que "é apropriado que ela seria incluída na trilha sonora original" desde que ela aparece no filme. Becca Longmire da ET Canada chamou a música de "cativante".

## Videoclipe
Enquanto anunciava o lançamento da música no Twitter em 15 de abril de 2019, Ora acompanhou o post com stills de filmes que o Wisconsin Gazette descreveu como seu "canalizador" Detective Pikachu. O videoclipe da música foi lançado no YouTube quatro dias depois, em 19 de abril de 2019. Dirigido por Jonathan Singer-Vine e produzido por Colin Tilley, o vídeo intercala cenas de Pokémon: Detetive Pikachu.
A Rolling Stone escreveu que o vídeo é "ambientado no mundo do filme" e acrescentou que "Ora ostenta um sobretudo amarelo Pikachu enquanto dirige em torno de uma cidade escura, enquanto clipes do Detetive Pikachu passam ao lado dela".

## Créditos
Credits adapted from Tidal.
- Kygo – composição, produção
- Rita Ora – composição, vocais
- Afshin Salmani – composição, produção
- Josh Cumbee – composição, vocais
- Ilan Kidron – composição
- Natalie Dunn – composição
- John Hanes – engenheiro
- Randy Merrill – engenheiro de masterização
- Serban Ghenea – engenheiro de mixagem

## Histórico de lançamentos
| Região         | Data                | Formato                    | Gravadora | Ref.   |
| -------------- | ------------------- | -------------------------- | --------- | ------ |
| Vários         | 19 de abril de 2019 | Download digital streaming | RCA       | [ 1 ]  |
| Estados Unidos | 14 de maio de 2019  | Contemporary hit radio     | RCA       | [ 12 ] |